# Wind on the Water
Albums de Crosby & Nash
Graham Nash David Crosby
(1972) Whistling Down the Wire
(1976)
Wind on the Water est le second album du duo composé de David Crosby et Graham Nash, sorti en 1975.

## Titres

### Face 1
1. Carry Me (Crosby) – 3:35
2. Mama Lion (Nash) – 3:17
3. Bittersweet (Crosby) – 2:39
4. Take the Money and Run (Nash, Rafferty) – 3:23
5. Naked in the Rain (Crosby, Nash) – 2:27
6. Love Work Out (Nash) – 4:45

### Face 2
1. Low Down Payment (Crosby) – 4:54
2. Cowboy of Dreams (Nash) – 3:30
3. Homeward Through the Haze (Crosby) – 4:06
4. Fieldworker (Nash) – 2:47
5. To the Last Whale... (A. Critical Mass/B. Wind on the Water) (Crosby, Nash) – 5:33

## Musiciens
- David Crosby : chant, guitare
- Graham Nash : chant, guitare, claviers
- Danny Kortchmar : guitare, basse
- Craig Doerge : claviers
- Russ Kunkel : batterie
- David Lindley : violon, guitare
- Joel Bernstein : guitare
- Ben Keith : guitare
- Stan Szeleste : claviers
- Levon Helm : batterie
- James Taylor : chœurs
- Carole King : chœurs
- Jackson Browne : chœurs